# 多特森冰架

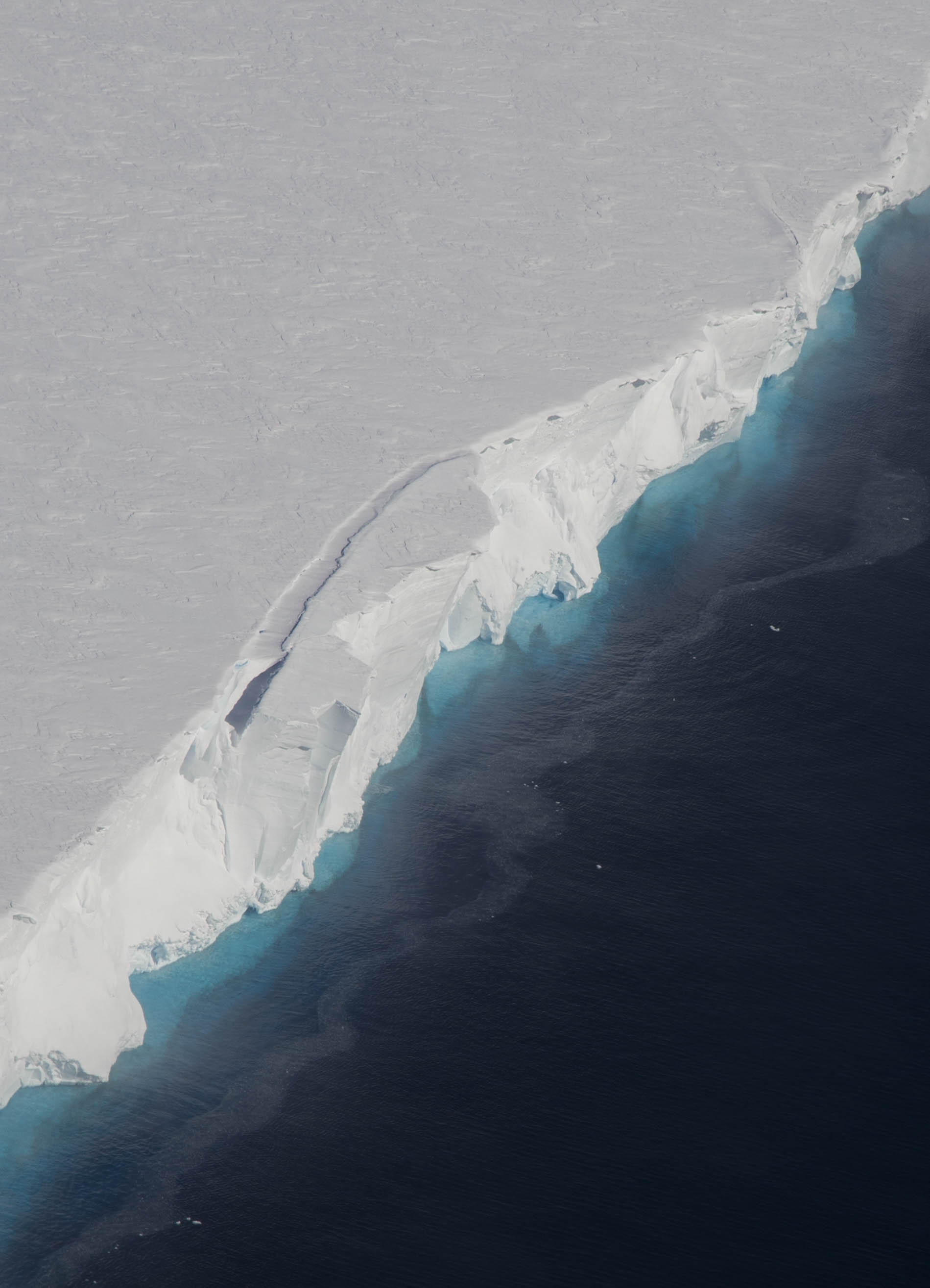
多特森冰架边缘，摄自Jane Beitler，2016-11-07

多特森冰架（英語：Dotson Ice Shelf）是南極洲的冰架，位於瑪麗伯德地沿岸，處於馬丁半島和熊號半島之間，闊約50公里，美國地質調查局根據1947年1月的高空照片把該冰架繪製於地圖中。
74°24′S 112°22′W / 74.400°S 112.367°W